# Metronom Eisenbahngesellschaft
Метроном (нім. metronom Eisenbahngesellschaft ) - пасажирський залізничний оператор у Німеччині, один з найбільших, що не належать Deutsche Bahn. Компанія заснована у 2002 році. Обслуговує лінії Гамбурга, Нижньої Саксонії та Бремена з пасажиропотоком понад 100 000 людей у день. Основні маршрути: з Гамбурга в Куксгафен, Бремен і Геттінген через Ільцен і Ганновер.

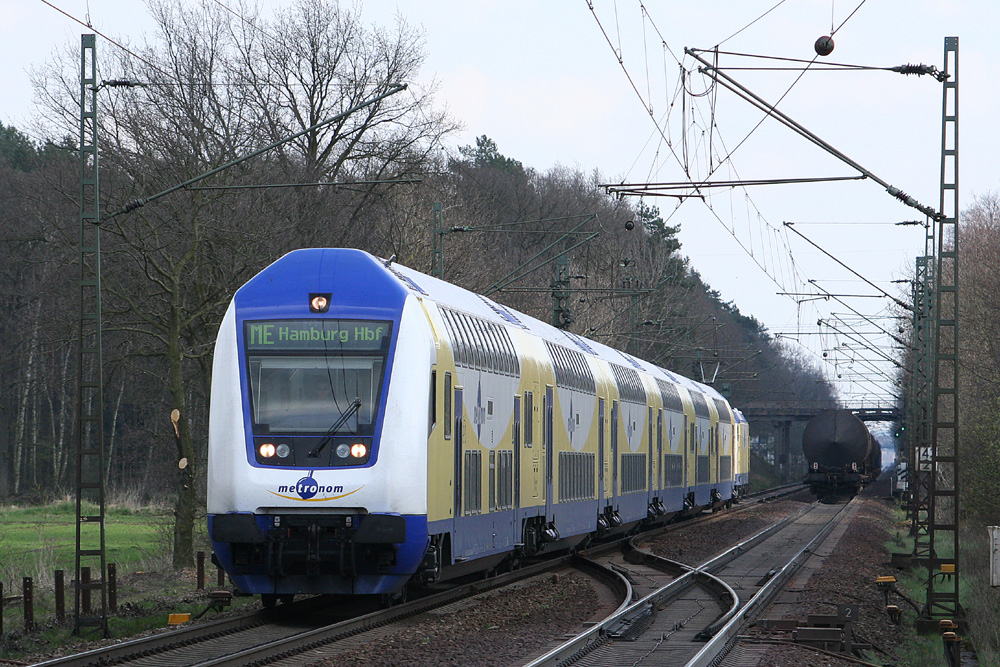
Потяг компанії

Офіс знаходиться в місті Ільцен (Нижня Саксонія).